# Azuzu
Azuzu (akad. Azuzu, w transliteracji z pisma klinowego zapisywane a-zu-zu) – wysoki dostojnik za rządów akadyjskiego króla Manisztusu (ok. 2269-2255 p.n.e.), znany z własnej inskrypcji odnalezionej w mieście Aszur. 
Azuzu znany jest z własnej inskrypcji wyrytej na miedzianym ostrzu włóczni. Zabytek ten (nr inwent. VA 8300, Ass 21340), mierzący 45,6 x 1,4 cm, odnaleziony został w trakcie prac wykopaliskowych prowadzonych w ruinach staroasyryjskiej świątyni Isztar w Aszur. Inskrypcja na ostrzu upamiętnia przekazanie tego przedmiotu w darze nieznanemu bliżej bogu Be'al-SI.SI:
„Manisztusu, król Kisz; Azuzu, jego sługa, dedykował (ten przedmiot) bogu Be'al-SI.SI” (ma-an-iš-tu-su LUGAL KIŠ a-zu-zu ARAD-su a-na dbe-al-SI.SI A.MU.RU)
W inskrypcji tej Azuzu nie nosi żadnego tytułu, ale nazywa siebie „sługą” akadyjskiego króla Manisztusu. Zdaniem jednych uczonych mógł on być prowincjonalnym gubernatorem Aszur za rządów tego króla, zdaniem innych władcą wasalnym miasta-państwa Aszur podległym temu królowi.